# ダイエット
ダイエット（英: Dieting）とは、体重を減少、維持、または増加させるため、あるいは糖尿病や肥満などの疾患を予防および治療するために、規制された方法で食事をすることの実践である。体重減少はカロリー摂取量に依存するため、様々な種類のカロリー制限ダイエット（特定のマクロ栄養素を強調した低脂肪食、低炭水化物ダイエットなど）は、互いに効果が優れているとは示されていない。体重の回復が一般的であるため、ダイエットの成功は長期的な継続によって最もよく予測される。とはいえ、ダイエットの結果は個人によって大きく異なる。
最初の人気ダイエットは「バンティング」で、ウィリアム・バンティングにちなんで名付けられた。1863年のパンフレット『肥満に関する書簡、一般に向けて』で、彼は自身の劇的な体重減少につながった特定の低炭水化物、低カロリーダイエットの詳細を概説した。
一部のガイドラインでは、健康上の問題がある人には体重減少のためのダイエットを推奨しているが、それ以外の健康な人には推奨していない。ある調査によると、米国の成人のほぼ半数がダイエットによる体重減少を試みており、肥満成人の66.7%と正常体重または低体重の成人の26.5%が含まれている。過体重（肥満ではない）、正常体重、または低体重のダイエット実施者は、ダイエットの結果として死亡率が上昇する可能性がある。

## 語源
古代ギリシア語「δίαιτα」を起源とし、その意味は「生活習慣」「生き方」、「住まい」「食事療法」。この単語は、「diaitasthai」（「生きる、暮らす、人生を歩む」）、「diaitan」（「食べ物と飲み物を分けて選ぶ」）に由来する（「dia」は「離れる」、「ainysthai」は「手に取る」）。このギリシア語「δίαιτα」がラテン語の「diaeta」、そこから「日々の仕事、賃金、毎日食べるもの」を意味する中世ラテン語「dieta」として使われるようになる。12世紀のころには「規則的に食べるもの」を意味する言葉として使われ、13世紀ごろの古フランス語「diète」（「食べ物、料理」「規定食」の意）を経て、英語に輸入された。この単語が英語に初めて登場したのも13世紀である。
14世紀後半以降になると、「摂取量と効果を考慮した食べ物」「医師の指示や医学上の理由に基づく食事療法」「特定の食べ物の摂取を制限する」「健康を守るために自身の食事を制限する」という意味で使われていた。「肥満を防ぐために食べ物（の種類）を制限する」という意味で使われるようになったのは1650年代からである。中世英語（12世紀から15世紀末まで）のころには「生き方」「生活習慣」を意味する言葉として使われており、これがこの単語の本来の意味である。
この単語に（デンマーク・スウェーデン・スイス・ハンガリー・日本における）「国会」「議会」（「the Diet」と、定冠詞が付く（「国会議事堂」の英語表記は「The Diet Building」である）という意味があるのは、「日々の勤め」「賃金」「議員による会議・会合」を意味するラテン語「dieta」に由来しており、「立法、政治のために開催される議会」「何らかの目的で開催される集会」も意味する。これはラテン語 の「dies」（「日」の意）の派生語として扱われていたが、いずれもその語源は同じギリシア語「δίαιτα」に行き着く。
1600年以降、イングランドとフランスの作家が、「ドイツとオーストリアにおける立法議会」を意味する言葉としてこの単語を使うようになった。

## 歴史

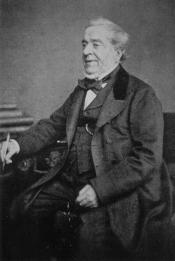
ウィリアム・バンティングは19世紀に最初の体重減少ダイエットの一つを普及させた。

最初の栄養士の一人はイギリスの医師ジョージ・チェインであった。彼自身は極度に太っており、常に大量の豊かな食事と飲み物を摂取していた。彼は肉を使わないダイエットを始め、牛乳と野菜だけを摂取するようになり、すぐに健康を取り戻した。彼は肥満である全ての人に自分のダイエットを公に推奨し始めた。1724年、彼は『健康と長寿に関するエッセイ』を書き、その中で運動と新鮮な空気を勧め、贅沢な食品を避けるよう助言している
スコットランドの軍医ジョン・ロロは1797年に『糖尿病症例の記録』を出版した。それは糖尿病を持つ人々のための肉食ダイエットの利点について述べており、この推奨はマシュー・ドブソンによる糖尿病における腎性糖尿の発見に基づいていた。ブソンの尿中のグルコース検査手順により、ロロは現在2型糖尿病と呼ばれるものに成功したダイエットを考案した
最初の人気ダイエットは「バンティング」で、イギリスの葬祭業者ウィリアム・バンティングにちなんで名付けられた。1863年、彼は『肥満に関する書簡、一般に向けて』と題した小冊子を書き、その中には彼が成功裏に従ったダイエットの特定の計画が含まれていた。彼自身のダイエットは1日4食で、肉、緑野菜、果物、そして辛口ワインで構成されていた。砂糖、甘い食品、デンプン、ビール、牛乳、バターを避けることが強調された。バンティングのパンフレットはその後何年も人気があり、現代のダイエットのモデルとして使用された。このパンフレットの人気は非常に高く、「バンティングしていますか？」という質問は彼の方法を指し、最終的にはダイエット全般を指すようになった。彼の小冊子は2007年現在も印刷されている。
カロリー計算を促進する最初の体重減少本であり、ベストセラーになった最初の体重減少本は、アメリカの医師でコラムニストのルル・ハント・ピーターズによる1918年の『ダイエットと健康：カロリーへの鍵』であった
2014年までに1000以上の体重減少ダイエットが開発されたと推定されている。

## ファド・ダイエット
ファドダイエットは科学的手法ではないにもかかわらず、効果のあるダイエットと謳われてよく知られている・流行している食事法を指す。これらは健康的でバランスの取れた食事とは相違があり、以下のような特徴から見分けることができる。
- 急速な体重減少を謳う
- 身体活動指針に欠けている
- 生涯に渡る持続的な目標よりも、短期間の変化を促す
- ある一つの食品のみ焦点をおくか、あらゆる食品を排除する（フードファディズム）
- 生涯に渡って維持することができない
- 十分な栄養摂取ができるか疑問がある
- 慢性疾患患者に対する健康上の注意喚起ができていない
- 科学的エビデンスの欠如

ファドダイエットの中でよく知られたものとしてアトキンスダイエット（低炭水化物ダイエット）、ケトジェニックダイエット、パレオダイエット、地中海ダイエット、ベジタリアンダイエット、断続的断食、デトックスダイエットなどがある。

## 種類
制限された食事は、最も一般的に体重減少を望む人々によって追求されている。一部の人々は体重を増やすためにダイエットを行う（低体重の人や、より多くの骨格筋をつけようとしている人など）。ダイエットはまた、安定した体重を維持したり、健康を改善したりするためにも使用できる

### 低脂肪
低脂肪ダイエットでは、食事中の脂肪の割合を減らす。脂肪の摂取量が少なくなるため、カロリー摂取量が減少する。このタイプのダイエットには、NCEPステップIおよびIIが含まれる。2～12ヶ月間の16の試験のメタ分析によると、低脂肪ダイエット（カロリー摂取量の意図的な制限なし）は、通常の食事に比べて平均3.2 kg (7.1 lb)の体重減少をもたらした
低脂肪、植物ベースのダイエットは、体重、血糖値、および心血管疾患の管理を改善することが分かっている

### 低炭水化物

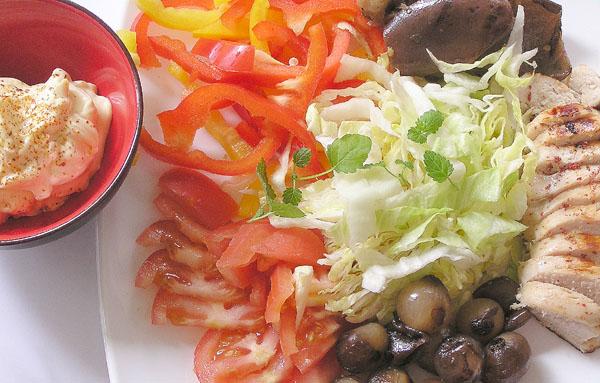
アトキンス・ダイエットに基づく食事の一例

低炭水化物ダイエット（ていたんすいかぶつダイエット、low-carbohydrate diet, Low-Carb Diet, Carbohydrate-Restricted Diet）とは、肥満や糖尿病の治療を目的として炭水化物の摂取比率や摂取量を制限する食事療法の一種である。「低糖質食」「糖質制限食」、「炭水化物制限食」「ローカーボ・ダイエット」とも呼ばれる。炭水化物が多いものを避けるか、その摂取量を減らす代わりに、タンパク質と脂肪が豊富な食べ物を積極的に食べる食事法である。
ロバート・アトキンス(Robert Atkin)が提唱したアトキンス・ダイエット(The Atkins Diet)のように、炭水化物の摂取を厳しく制限する食事法や、摂取制限を緩くする食事法もあり、摂取量については個人差がある。
アメリカ、日本、イギリスの各糖尿病学会はこの食事法を推奨していない。

### 低カロリー
低カロリーダイエットは通常、1日当たり500～1,000カロリーのエネルギー赤字を生み出し、週に0.5 - 1キログラム (1.1 - 2.2ポンド)の体重減少をもたらす可能性がある米国国立衛生研究所は、低カロリーダイエットの有効性を判断するために34のランダム化比較試験をレビューした。それらのダイエットは短期間（3～12ヶ月）で総体重を8％減少させることが分かった。低カロリーダイエットを行う女性は1日当たり少なくとも1,000カロリーを摂取し、男性は約1,200カロリーを摂取するべきである。これらのカロリー摂取量は、年齢や体重などの追加要因によって異なる

### 超低カロリー
超低カロリーダイエットは1日あたり200～800カロリーを提供し、タンパク質摂取量を維持しながら、脂肪と炭水化物の両方からのカロリーを制限する。それらは体を飢餓状態にさらし、週に平均1.5–2.5 kg (3.3–5.5 lb)の減量をもたらす。この種類の人気ダイエットである「2-4-6-8」は、4日間のサイクルに従い、最初の日は200カロリー、2日目は400カロリー、3日目は600カロリー、4日目は800カロリーを消費し、その後完全に断食し、その後サイクルが繰り返される。これらのダイエットがかなりの体重減少をもたらすというエビデンスがある。これらのダイエットは一般的な使用には推奨されず、肥満管理のために留保されるべきである。これは、除脂肪筋肉量の喪失、痛風のリスク増加、および電解質異常などの有害作用と関連しているためである。これらのダイエットを試みる人々は合併症を防ぐために医師によって密接に監視されなければならない
クラッシュダイエットの概念は、超低カロリーダイエットを使用してカロリーを大幅に減らすことである。クラッシュダイエットは人体にさまざまな問題を引き起こす可能性があるため、非常に危険になる可能性がある。クラッシュダイエットは体重減少をもたらす可能性があるが、専門家の監督なしでは、カロリーの極端な削減とダイエット組成の潜在的な不均衡が、突然死を含む有害な影響をもたらす可能性がある

### 断食
断食は、食事の間に長い時間間隔を意図的に取ることである。長時間の断食（週に複数日）は栄養失調のリスクがあるため危険かもしれない。長期間の断食または超低カロリーダイエット中は、ヒトの脳が好む血糖値のエネルギー源の減少により、体はグリコーゲン貯蔵を枯渇させる。グリコーゲンが枯渇すると、体は脳にケトンを供給し始め、同時に体タンパク質（骨格筋を含むがそれに限定されない）を代謝して、体の残りの部分のエネルギーとして使用する糖を合成する。ほとんどの専門家は、長期の断食が筋肉消耗につながる可能性があると信じているが、一部はこれに異議を唱えている。。短期断食や様々な形の断続的断食の使用は、長期断食の問題を回避するためのダイエット形態として使用されてきた。
断続的断食は一般的に定期的な断食、隔日断食、時間制限給餌、および/または宗教的断食の形をとる。これは減カロリーダイエットの一形態となりうるが、代謝が日中の消化のために活性化される時に完全に左右される。食習慣の定期的な変更は、改善された糖代謝、炎症の減少、および血圧低下などの心血管の健康への利益を見るために、厳しいまたは絶対的に制限的である必要はない。研究では、集中治療医学における人々にとって、断続的断食レジメンは「重要な臓器や組織へのエネルギー供給を保存し...強力に細胞保護と細胞修復経路（オートファジー、ミトコンドリア生合成、抗酸化防御を含む）を活性化し、これが細胞ストレスへの回復力を促進する可能性がある」ことが示唆されている。血清グルコースの減少と肝グリコーゲンの枯渇による身体のケトン代謝への切り替えの効果は、炭水化物ベースのダイエットの減少の効果に似ている。げっ歯類における断続的断食の深い代謝的利益を示す証拠がある。しかし、ヒトにおける証拠は不足しているか矛盾しており、特に長期にわたるさらなる調査が必要である。一部の証拠は、カロリー摂取の断続的制限が継続的なカロリー制限計画に比べて体重減少の利点がないことを示唆している。成人にとって、断食ダイエットは安全で耐えられるように見えるが、断食と空腹の期間が過食と断食期間後の体重の再増加につながる可能性がある。断食の副作用は多くの場合、口臭、疲労、脱力感、頭痛などの中程度のものである。断食ダイエットは子供や高齢者に有害かもしれない

### 除外ダイエット
このタイプのダイエットは特定の食品または食品グループの制限に基づいている。例としては、グルテンフリー、パレオ、植物ベース、地中海ダイエットなどがある。
植物ベースのダイエットには、ベジタリアンやビーガンのダイエットが含まれ、肉製品の単純な除外から、生の野菜、果物、ナッツ、種子、豆類、発芽した穀物のみを含むダイエットまでさまざまである。動物製品の除外はタンパク質、鉄、亜鉛、カルシウム、ビタミンDとB12などの特定の栄養素の摂取を減少させる可能性があり、これは栄養欠乏症につながる可能性がある。したがって、植物ベースのダイエットの長期的な実施には、効果的なカウンセリングと必要に応じた栄養補助が必要である。植物ベースのダイエットは、低エネルギー密度の食品の高い消費によると思われる過体重と肥満の短期的な治療に効果的である。しかし、長期的な有効性の証拠は限られている。
パレオダイエットには、旧石器時代の人々が利用できたと特定する食品が含まれている。肉、ナッツ、卵、一部の油、新鮮な果物、野菜などが含まれる。全般的に、タンパク質が多く、脂肪と炭水化物が適度である。このダイエットによる様々な健康上の利点と効果的な体重減少を示す限られた証拠がある。しかし、植物ベースのダイエットと同様に、パレオダイエットにはビタミンD、カルシウム、ヨウ素の栄養欠乏リスクの可能性がある
グルテンフリーダイエットは体重減少のためによく使用されるが、このダイエットの効果についてはほとんど研究されておらず、その有効性のための代謝メカニズムは不明確である
地中海ダイエットは、野菜、果物、豆類、全粒穀物、シーフード、オリーブオイル、ナッツの高い消費が特徴である。赤肉、乳製品、アルコールは適度な消費のみが推奨されている。研究によると、地中海ダイエットは短期的および長期的な体重減少に加えて、健康と代謝上の利点と関連していることが示されている

### デトックス
デトックスダイエットは、人体から「毒素」を排除できるという根拠のない主張で宣伝されている。これらのダイエットの多くはハーブやセロリなどの低カロリーな野菜を使用している。デトックスダイエットには断食や除外（ジュース・ファストのような）が含まれることがある。デトックスダイエットは短期的な体重減少（カロリー制限のため）をもたらす傾向があり、その後体重が増加する

### 環境的に持続可能
別の種類のダイエットは、ダイエット実施者の健康効果ではなく、その環境に焦点を当てている。BDAのワンブルードット計画は、ダイエットの環境への影響を減らすための推奨事項を以下のように提供している：
1. 肉を1人1日あたり70gに減らす。
2. 植物性タンパク質を優先する。
3. 持続可能な供給源からの魚を促進する。
4. 乳製品の消費を適度にする。
5. 全粒粉のデンプン質食品に焦点を当てる。
6. 季節的で地元産の果物と野菜を促進する。
7. 高脂肪、高糖、高塩分食品の過剰消費を減らす。
8. 水道水と無糖の紅茶/コーヒーを健康的な水分補給のための事実上の選択として促進する。
9. 食品ロスを減らす。

## 効果
いくつかのダイエットは肥満の人々の短期的な体重管理に効果的であり、ダイエットの成功は主に順守によって予測され、ダイエットのタイプやブランドによる効果はほとんどない。体重維持はカロリー摂取量に依存するため、特定の栄養素（低脂肪、低炭水化物など）を強調するダイエットは、互いに効果が優れているとは示されておらず、また典型的な食品の組み合わせで少量で、おそらくいくつかの代替品（例：低脂肪牛乳、または少ないサラダドレッシング）を使用するダイエットよりも効果的ではないことが示されている。6つのランダム化比較試験のメタアナリシスでは、短期的な体重減少に関して低カロリー、低炭水化物、低脂肪ダイエットの間に差がなく、すべての研究で12～18ヶ月で2～4キログラムの体重減少がみられた。カロリー摂取を厳しく制限するダイエットは長期的な体重減少にはつながらない。極端なダイエットは、場合によっては栄養失調につながる可能性がある。
体重減少とダイエットに関する主な課題はコンプライアンスに関連する。ダイエットは短期的に効果的に体重減少を促進することができるが、その介入は時間と共に維持することが難しく、骨格筋の熱産生を抑制する。抑制された熱産生は、サマーマターサイクルで説明されているように、その段階がタイムリーな運動介入を伴わない限り、ダイエットが停止すると体重の再増加を加速させる。ほとんどのダイエット研究は長期的な体重減少を評価していない。
いくつかの研究では、平均して、短期的なダイエットは徐々に年間1～2kgの体重再増加によって制限されるものの、「意味のある」長期的な体重減少をもたらすことがわかっている。体重減少プログラムに参加しない人々も時間と共に体重が増加する傾向があり、そのような「未治療の」参加者からのベースラインデータは通常ダイエット研究に含まれないため、ダイエットはダイエットをしない人と比較して長期的に低い体重をもたらす可能性がある。他にはダイエットは長期的な介入として効果がないと示唆している。各個人にとって、結果は異なり、失った体重よりも多くの体重を再び増やす人もいれば、途方もない減量を達成する人もいるため、ダイエットの「平均体重減少」は他のダイエット実施者が達成する可能性のある結果を示すものではない。2001年の29のアメリカの研究のメタ分析によると、構造化された体重減少プログラムの参加者は5年後に初期の体重減少の平均23％（3kg）を維持し、これは体重の3.2％の持続的な減少を表している。残念ながら、患者は一般的に<10％の体重減少に満足しておらず、10％もの減少でも「肥満」BMIから「正常体重」BMIに変わるには不十分である。
ダイエットが長期的な健康上の良い結果を確実に生み出さないため、一部の人々は心血管疾患のバイオマーカーの改善など、健康の他の指標を好む体重減少を目標とすることに反対している。これは時々ヘルス・アット・エブリ・サイズ（HAES）アプローチや「体重中立」アプローチと呼ばれる。
ダイエットからの長期的な減量は、継続的な専門家の支援、身体活動の長期的な増加、抗肥満薬の使用、食事代替品の継続的な使用、そして体重再増加を解消するための追加のダイエット期間で最もよく維持される。体重減少に対する最も効果的なアプローチは、対面式、高強度、包括的なライフスタイル介入である：過体重または肥満の成人は、訓練された介入者と定期的（少なくとも月1回）接触を維持し、運動に取り組み、体重をモニターし、カロリー消費を減らすのを助けるべきである。高強度、包括的なライフスタイル介入（食事、身体運動、訓練された介入者との隔月またはそれ以上頻繁な接触を含む）でも、年間1～2kgの徐々の体重再増加がまだ発生する。医学的リスクの高い患者にとっては、ライフスタイル介入に加えて、肥満手術や薬物療法が必要かもしれない。なぜなら、ダイエットだけでは持続的な体重減少にはつながらないかもしれないからだ
多くの研究は、運動と食事を混同（食事と運動の組み合わせた介入の効果を検証し、食事だけの効果ではなく）し、研究しているため、カロリー制限の利点を過大評価している

### 副作用

#### 死亡率の増加
多くの研究は、体重関連の健康問題のない人々において、意図的な体重減少が死亡率の増加と関連していることを発見している。2009年の26の研究のメタ分析によると、「意図的な体重減少は健康でない個人（肥満関連のリスク要因のある）、特に健康でない肥満の人にとって小さな利益があったが、健康な個人と過体重であるが肥満ではない人にとっては、わずかに死亡率の増加と関連していた」

#### 栄養補助食品
極端または不均衡なダイエットのため、不足しているかもしれないビタミンやミネラルを補うために栄養補助食品が摂取されることがある。一部の補助食品は不均衡な食事を摂っている人々にとって有用かもしれないが（例えば、必須栄養素を補給する場合）、どのような栄養補助食品でも過剰摂取すると、摂取する補助食品と用量によってさまざまな副作用を引き起こす可能性がある。補助食品は健康的な食事に重要な食品に取って代わるべきではない。

#### 摂食障害
『サイコロジカル・メディシン』の社説で、ジョージ・スーはダイエットが特定のリスク要因がある場合に摂食障害の発症につながる可能性が高いと結論付けている。2006年の研究では、ダイエットと不健康な体重制御行動が5年後の肥満と摂食障害を予測し、著者らは「ダイエットと極端な体重制御措置から、健康的な食事と身体活動の長期的な実施への転換」を推奨している

### 死亡例
2005年から2011年にかけて、タイから個人輸入された「MDクリニックダイエット」や「ホスピタルダイエット」と呼ばれる薬が原因で死亡したと疑われる例が、日本で数件発生している。
2023年、中国の抖音で156kgの体重を100kg減らすと宣言して、各地で開催される減量キャンプに参加していた22歳のインフルエンサーが、2カ月で27kg減量していた中、死亡した。
2024年、スコットランド在住の58歳の看護師の女性が、肥満症治療薬のチルゼパチド(マンジャロやゼップバウンドとも)を2度服用し、それが一因と見られる形で死亡した。

## メカニズム
体が消費するよりも多くのエネルギーを消費している場合（例えば運動時）、体の細胞は内部に蓄えられたエネルギー源、例えば複合炭水化物や脂肪などに頼る。体が最初に頼るのはグリコーゲン（グリコーゲンの分解による）である。グリコーゲンは複合炭水化物で、その65％が骨格筋に蓄えられ、残りは肝臓に蓄えられている（体全体で約2,000カロリー）。これは摂取された過剰な栄養素、主に炭水化物から作られる。グリコーゲンがほぼ枯渇すると、体は脂肪分解、つまりエネルギーのための脂肪貯蔵の動員と異化を始める。このプロセスでは、脂肪組織または脂肪細胞から得られた脂肪がグリセリンと脂肪酸に分解され、これらはエネルギーを生成するために使用できる代謝の主な副産物は二酸化炭素と水である；二酸化炭素は呼吸系を通じて排出される。

### セットポイント理論
1953年に初めて導入されたセットポイント理論は、各身体には代償するための調節メカニズムを備えた、あらかじめプログラムされた固定の体重があると仮定した。この理論はすぐに採用され、効果的で持続的な体重減少手順の開発の失敗を説明するために使用された。2019年の多重体重変化手順（隔日断食や時間制限給餌だけでなく、運動や過食を含む）のシステマティックレビューでは、これらの手順のすべてに系統的な「エネルギー誤差」が見つかった。これは、体がエネルギー/カロリー摂取の誤差を正確に補正できないことを示し、セットポイント理論に反し、体重減少や肥満などの体重増加の両方を説明する可能性がある。このレビューは短期研究で行われたため、現在長期的な証拠が不足しているため、このようなメカニズムを排除することはできない

## 方法

### 食事のタイミング
食事のタイミングスケジュールはどんなダイエットにとっても重要な要素であることが知られている。最近の証拠によると、断続的断食や食事の省略、食事前の戦略的に配置されたスナックなどの新しいスケジューリング戦略は、より広範なライフスタイルや食生活指針変更の一部として心血管リスクを軽減するために推奨される可能性があることが示唆されている

### 食事日記
アメリカン・ジャーナル・オブ・プリベンティブ・メディシンに掲載された2008年の研究によると、毎日の食事日記（またはダイエット日誌）をつけるダイエット実施者は、食事記録をつけない人の2倍の体重を減らすことが示され、これは人が食事を記録すると、何を消費するかをより意識し、したがってより少ないカロリーを摂取することを示唆している

### 水
2009年のレビューでは、水の消費を奨励しエネルギー含有飲料をエネルギーフリー飲料に置き換える（つまり、カロリー摂取量を減らす）ことが体重管理を容易にする可能性があることを示唆する限られた証拠が見つかった。2009年の記事では、12週間にわたって食事前に500mlの水を飲むことが長期的な体重減少の増加をもたらすことがわかった。（主記事に参考文献あり）

## 社会
アメリカ人の約3人に1人が常にダイエットをしていると推定されている。ダイエット実施者の85％は女性である。アメリカ合衆国では、ライトソーダのような「ダイエット食品」、ジム会員権、または特定のレジメンなど、ダイエット製品に毎年約600億ドルが費やされている。ダイエット実施者の80％は自分自身で始め、20％は専門家に相談するか有料のプログラムに参加する。典型的なダイエット実施者は年に4回試みる。

### 体重減少グループ
一部の体重減少グループはお金を稼ぐことを目的とし、他は慈善団体として機能する。前者にはウェイト・ウォッチャーズやピアトレーナーが含まれる。後者にはオーバーイーターズ・アノニマス、TOPS クラブ、地元の組織が運営するグループが含まれる。
これらの組織の慣習と実践は大きく異なる。一部のグループは12ステップのプログラムをモデルにしているが、他は非常に非公式である。一部のグループは特定の調理済み食品や特別なメニューを提唱し、他はレストランのメニューから選択したり、食料品の買い物や調理をする際に健康的な選択をするようにダイエット実施者を訓練する
一対一のサポートを受けるよりも体重減少プログラムのグループミーティングに参加することで、肥満の人々が体重を減らす可能性が高まる。グループに参加した人々は治療時間がより多く、健康を改善するのに十分な体重を失う可能性が高かった。研究著者らは、その違いの説明の一つとして、グループ参加者が一対一のサポートを受ける人よりも臨床医（またはプログラムを提供した人）とより多くの時間を過ごしたことを示唆した。